# Erigorgus femorator
Erigorgus femorator là một loài tò vò trong họ Ichneumonidae.